# Ruine Schalberg

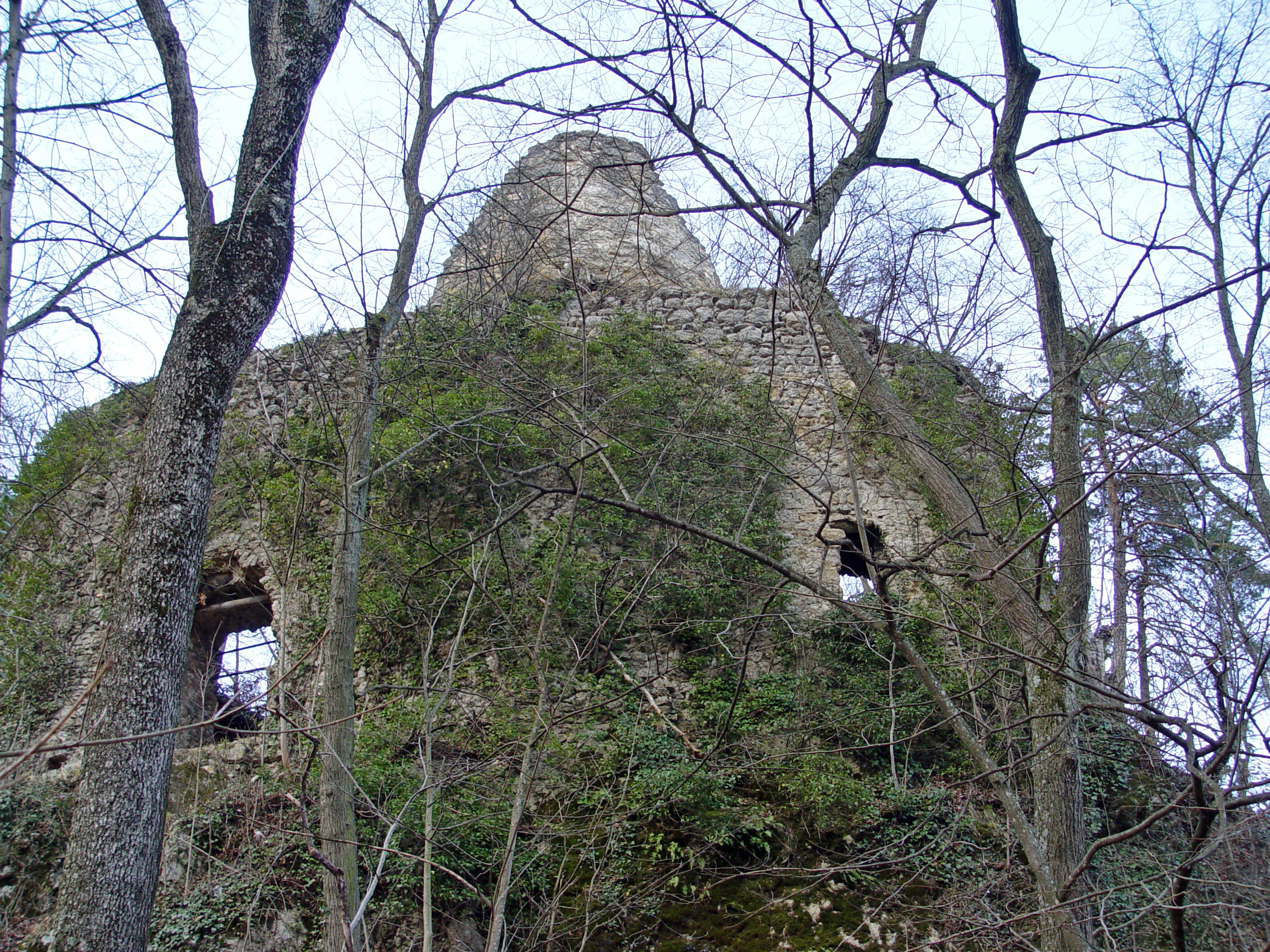
Turmruine

Die Burgruine Schalberg ist die Ruine einer Höhenburg etwa drei Kilometer westlich von Aesch und knapp drei Kilometer westlich von Pfeffingen auf dem Gebiet der heutigen Gemeinde Pfeffingen im Kanton Basel-Landschaft gelegen.

## Lage
Die Ruine Schalberg ist ein bedeutender Rest einer Stadtadelsburg, platziert auf einem länglichen Felsrücken über der engsten Stelle des Aescher Klusertales. Sie liegt 444 Meter hoch, im Herbst (ohne Blätter) gut sichtbar von der Landstrasse im Westen zum Weiler Tschöpperli. Auf dem Weg aus dem Klusertal zur Ruine Schalberg hinauf, passiert der Besucher auch die steinzeitlich bewohnte Schalberghöhle und erreicht kurz darauf zwei künstlich eingetiefte Halsgräben. Der Kalkfels aus dem Ausbruch dieser Halsgräben wurde beim Bau der Burg Schalberg eingesetzt.
Die Ruine liegt am Zufahrtsweg zum Plattenpass, einer wichtigen mittelalterlichen Verkehrsverbindung zwischen dem Birseck und dem Laufental. Die unmittelbare Nähe vieler weiterer Burgen an dieser Strecke lässt aber darauf schliessen, dass die Motivation zur Errichtung wohl nicht im Abkassieren von Wegzöllen, sondern in der Rivalität mit dem Geschlecht der Münch lag.
Nur 390 Meter Luftlinie südöstlich entfernt liegt Burgruine Münchsberg, welche ebenfalls wie Schalberg auf einer Bergkuppe liegt. Zwischen den beiden liegt die Ruine Engenstein, welche den Vorläufer der Schalberg bildet und nur knappe 100 Meter südöstlich liegt. Alle drei Ruinen liegen heute etwas versteckt im dichten Wald, sind aber über den Aescher Burgengratweg gut zu erreichen. Im Nordwesten der Ruine Schalberg kann nach kurzer Wanderung noch die Ruine Frohberg – auch Tschäpperli oder Tschöpperli genannt – besucht werden.

## Anlage
Die Burg Schalberg besteht aus einer zweiteiligen, gut 100 Meter langen Anlage aus Oberburg und im Nordwesten hiervon einer Unterburg. Die Dimension der Oberburg ist heute noch leicht an den bis zu 2 Meter dicken Mauern um den Rundturm (fast 7 Meter Aussendurchmesser, aber wegen der Mauern nur etwa 3 Meter lichte Weite) herum auszumachen, während die Ausdehnung der Unterburg an den terrassierten Flächen zu erkennen ist. In der Burg standen mehrere Gebäude, die z. T. noch an ihren Mauerresten zu erkennen sind: Deren Funktion kann aber ohne genaue Grabung nicht bestimmt werden.
An den Längsseiten des länglichen Felsrückens, auf dem die Ruine steht, befinden sich steile Felsabhänge. Die Annäherung aus Südosten wird durch eine natürliche Geländesenke erschwert, im Nordwesten waren zwei Halsgräben als Annäherungshindernisse angelegt worden. Der ursprüngliche Zugang zur Burg erfolgte von Osten her, führte südlich des Rundturmes aussen an der Oberburg vorbei und über einen kleinen Torgraben westlich ausserhalb der Ringmauer (heute mit Balken überbrückt).
In der Südmauer der Oberburg sind mehrere Fensterdurchbrüche eingelassen worden, über deren Funktion und Entstehungszeit ohne bauarchäologische Untersuchung nichts ausgesagt werden kann. Weiter ist ein zugemauerter Mauerdurchgang erkennbar, der vermutlich auf einen Wehrgang hinausführte, der auf Balken ruhte, deren Balkenlöcher noch erkennbar sind.

## Geschichte

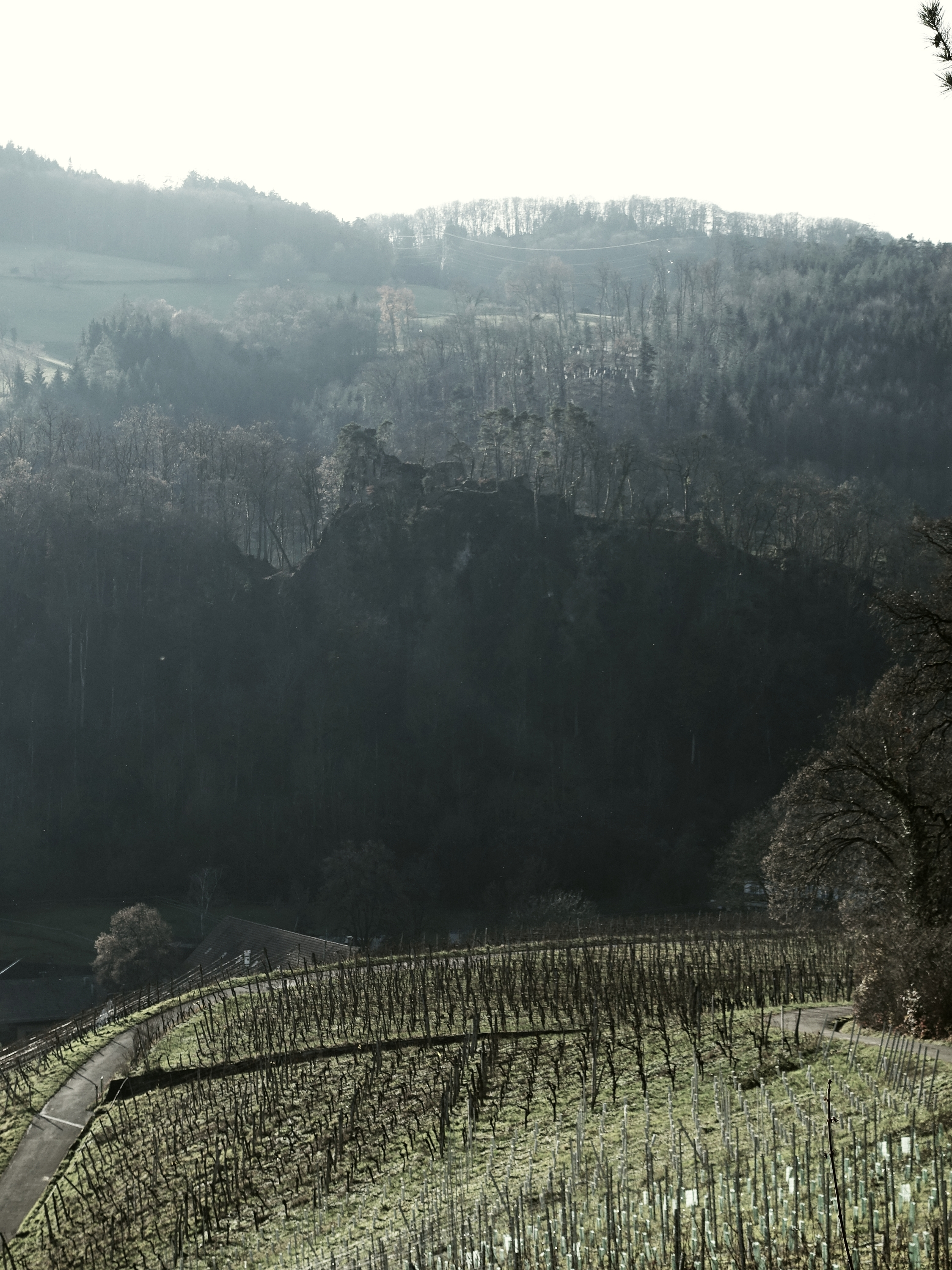
Ausblick von der Klus in Aesch Baselland zum Höhenzug. Ruine Schalberg oder Alt-Schalberg.

Erbaut wurde die Burg Schalberg im späten 13. Jahrhundert von der Basler Adelssippe Schaler: Dies ist etwas später, als die auch von den Schalern erbauten, benachbarten Burgen Engenstein und Frohberg (auch Tschäpperli oder Tschöpperli). Carl Roth vermutet, dass entweder Peter Schaler oder aber sein Sohn Rudolf die Burg erbaut hat. Der auf Schalberg wohnhafte Zweig der Schaler nannte sich „von Schalberg“. Sie erstellten die Burg auf Eigengut. Zu Beginn des 14. Jahrhunderts jedoch übergaben sie die Burg dem Bischof von Basel und erhielten sie als Lehen zurück: Dies war ein damals üblicher – wenn auch nicht unbedingt freiwilliger – Vorgang, um sich im mittelalterlichen Rechtssystem des Schutzes eines mächtigen Verbündeten zu versichern. Im Erdbeben von 1356 wurde die Anlage beschädigt und danach wieder repariert, wurde wohl aber kurz nach 1400 verlassen: Das machtpolitische Geschehen hatte sich zu dem Zeitpunkt von den Burgen in die Städte verlagert. Mit dem Aussterben des Geschlechtes der Schaler im Jahre 1437, ging die Burg in den Besitz der Grafen von Tierstein über: Deren Interesse galt wohl weniger der Bausubstanz, die zu dem Zeitpunkt schon sehr baufällig gewesen sein dürfte, als der mit der Anlage verbundenen Rechte (Steuererhebung, Rechtsprechung etc.). Die letzte Erwähnung als Burg datiert auf 1452.
1975 wurden die Reste der Burg Schalberg teilweise konserviert, harren aber noch einer detaillierten Ausgrabung. Heute ist die Ruine traditioneller Heimatsort der Pfadfindergruppe Schalberg aus Basel.